# Neoaviola insolens
Neoaviola insolens is een spinnensoort in de taxonomische indeling van de kamstaartjes (Hahniidae).
Het dier behoort tot het geslacht Neoaviola. De wetenschappelijke naam van de soort werd voor het eerst geldig gepubliceerd in 1929 door Arthur Gardiner Butler.